# LART
LARTは、デルフト工科大学のスタッフによって設計されたシングルボードコンピュータ (SBC)である。
製作者は、完全なレイアウトをCADファイル、ソフトウェア、Linuxカーネルへのパッチとして公開している。ソフトウェアはGNU General Public License (GPL)の下でリリースされており、ハードウェアの設計はMIT Licenseの下でリリースされている。デルフト工科大学はボードをいくつか製作しており、いくらかの人々も自分自身のLARTを製作した (ボードは有能なエンジニアであれば家庭で作成できる)。2002年から2003年にかけてAleph One LtdとRemote 12によって販売もされた。これはオープンハードウェアの概念が現実的であることを示す初期のデモンストレーションとなった。
標準的なLARTの構成は32MBのDRAMと4MBのフラッシュROMである。最も特徴的なのは1Wより少ない低消費電力でありながら、最大250MIPSの性能を持つことである。これにより組み込みシステムに最適である。
このプロジェクトからは、オープンハードウェアパラレルポートJTAGインターフェースボードとBlobブートローダが派生している。